# Ana Caetano
Ana Clara Caetano Costa (Goiânia, 5 de outubro de 1994) é uma cantora, atriz, compositora e multi-instrumentista brasileira, integrante do duo musical Anavitória, com Vitória Falcão.

## Biografia
Ana nasceu em Goiânia, Goiás e porém foi criada em Araguaína, Tocantins, filha de Edimilson Caetano Rodrigues e de Monica Tomaz Costa Caetano. Tem um irmão mais velho, o médico Rafael Sabino Caetano Costa, uma irmã mais nova, a médica Luana Portes Caetano Costa, e uma meia-irmã por parte de mãe, Éryka Caetano de Souza Alves. Quando concluiu o ensino médio, mudou-se para Araguari - MG, onde chegou a cursar medicina por dois anos no IMEPAC, mas acabou desistindo e mudou-se para São Paulo a fim de seguir carreira musical ao lado de Vitória Falcão, oficializando o duo Anavitória criado em 2013.
Ana toca violão e piano, é a principal compositora do duo, tendo composto canções para vários artistas como Tiago Iorc, Sandy, Manu Gavassi e OutroEu. Sua mãe e seu irmão também tocam violão e piano e foram sua principal influência para começar a tocar: “Acredito que quando meu irmão me ensinou os primeiros acordes no violão e pude criar uma melodia, me apaixonei. Isso se tornou parte da minha essência.” Ela começou a compor baseando-se em experiências pessoais e, posteriormente, começou a se “imaginar nas situações ou inventar histórias para abrir as possibilidades.”

## Vida pessoal
Em 2017, começou a namorar o cantor Mike Túlio, atual vocalista da banda OutroEu. mas, no ano de 2020 o relacionamento chegou ao fim.

## Discografia

#### Álbuns de estúdio
- Anavitória (2016)
- O Tempo É Agora (2018)
- N (2019)
- Cor (2021)
- 𝘌𝘴𝘲𝘶𝘪𝘯𝘢𝘴 (2024)

#### Como artista convidada
| Ano  | Título                                        | Álbum                         |
| ---- | --------------------------------------------- | ----------------------------- |
| 2018 | Fora de Foco (Manu Gavassi part. Ana Caetano) | Não adicionado a nenhum álbum |
| 2018 | Ameno (Jéf part. Ana Caetano)                 | Não adicionado a nenhum álbum |
| 2018 | Libra (Hotelo part. Ana Caetano)              | Mapa Astral                   |

## Filmografia

### Cinema
| Ano  | Título                            | Papel |
| ---- | --------------------------------- | ----- |
| 2018 | Ana e Vitória                     | Ana   |
| 2019 | Anavitória: Araguaína - Las Vegas | Ana   |
| 2023 | Tá Tudo Certo                     | Ana   |
| 2023 | Minha Música, Minha Terra         | Ana   |

## Prêmios e indicações
| Ano  | Premiação     | Categoria                                    | Indicação                     | Resultado | Ref.  |
| ---- | ------------- | -------------------------------------------- | ----------------------------- | --------- | ----- |
| 2017 | Grammy Latino | Melhor Canção em Língua Portuguesa           | "Trevo (Tu)" (com Tiago Iorc) | Venceu    | [ 6 ] |
| 2017 | Grammy Latino | Melhor Álbum de Pop Contemporâneo Brasileiro | Anavitória                    | Indicada  |       |
| 2019 | Grammy Latino | Melhor Álbum de Pop Contemporâneo Brasileiro | O Tempo É Agora               | Venceu    |       |
| 2020 | Grammy Latino | Melhor Álbum de Pop Contemporâneo Brasileiro | N                             | Indicada  |       |
| 2021 | Grammy Latino | Melhor Álbum de Pop Contemporâneo Brasileiro | COR                           | Venceu    |       |